# Karakoksza
Karakoksza (ros. Каракокша) – wieś w Rosji, w Republice Ałtaju, w rejonie czojskim. W 2010 liczyła 1338 mieszkańców.